# رادونیس
رادونیس (به لاتین: Radunice) یک منطقهٔ مسکونی در بوسنی و هرزگوین است که در ماگلای واقع شده‌است.